# Fort Solis
Fort Solis — пригодницька відеогра, розроблена Fallen Leaf та Black Drakkar Games і видана Dear Villagers. Сюжет розгортається на Марсі й оповідає про інженера Джека Лірі, який прибуває до аванпосту Форт-Соліс, щоб розслідувати загадковий інцидент. Гравець керує персонажем від третьої особи та досліджує аванпост; у певній частині проходження гравець керує Джессікою Епплтон — напарницею Джека.
Команда розробників акцентувала на наративному аспекті проєкту, описавши його як науково-фантастичний психологічний трилер, і прагнула створити ігровий процес у кінематографічному стилі. Роджер Кларк, Джулія Браун і Трой Бейкер виконали захоплення руху й озвучування Джека, Джессіки та Ваєтта Тейлора відповідно. Fort Solis створена на основі ігрового рушія Unreal Engine 5. Вона була випущена для PlayStation 5 та Windows у серпні 2023 року. Порт для macOS було випущено пізніше в жовтні. Гра отримала змішані відгуки оглядачів, які похвалили візуальний і звуковий дизайни, а також акторське виконання; вони розкритикували ігровий процес та неоднозначно висловилися щодо наративної складової.

## Ігровий процес
Fort Solis є пригодницькою відеогрою з елементами жахів, що має управління від третьої особи «з-за плеча». У кінематографічному плані, ігровий процес відбувається як один послідовний дубль без різких монтажних переходів або екранів завантаження.
Більшу частину проходження гравець контролює інженера Джека Лірі, а в певні моменти — його напарницю Джессіку Епплтон. Під час проходження гравець досліджує марсіанський аванпост Форт-Соліс, що складається з дев'яти секцій, між якими можна пересуватися пішки або на місячному автомобілі; кожна секція має кілька підземних рівнів, з'єднаних тунелями. Доступ до різних секцій відкривається після того, як гравець знаходить необхідний ключ пропуску. Гравець вирішує головоломки та збирає різноманітні логи, щоб дізнатися про події, які призвели до загадкового інциденту на аванпості.
Гравець використовує наручний багатофункціональний інструмент Джека для взаємодії з навколишніми предметами й виконання таких дій, як-от злам дверей або замків. Ігровий процес передбачає короткочасні події, які з'являються в певні моменти проходження, і має альтернативне закінчення.

## Сюжет
Джек Лірі та Джессіка Епплтон, учені з колонії людей на Марсі, відомої як Форт-Мінор, готуються до наближення бурі, коли на їхню станцію надходить сигнал тривоги від розташованої поблизу шахтарської станції Форт-Соліс. Лірі вирушає на місце виклику, але стикається з проблемою — станція виявляється заблокованою, а члени її команди зникли. Лірі знаходить плями крові та ознаки того, що він не один на станції. Зрештою, він виявляє кілька трупів команди Форту-Соліс, кожен із яких має ножові поранення.
Лірі направляється в ремонтний відсік для перезапуску електрогенераторів, але там його атакує Ваєтт Тейлор, головний лікар Форту-Соліс. Епплтон, яка підтримувала зв'язок із Лірі через радіопередавач, вирушає у Форт-Соліс. Прибувши на станцію, Тейлор теж нападає на неї, проте їй вдається втекти. Епплтон досліджує станцію в пошуках Лірі, поки Тейлор спілкується з нею по радіопередавачу, намагаючись заманити її в оранжерею. Під час дослідження Форту-Соліс, Епплтон виявляє інших членів екіпажу, які, судячи з усього, також були вбиті.
У численних відео- та аудіозаписах, залишених членами станції, розкриваються події, що призвели до блокування Форту-Соліс. Виявляється, що через використання прискорювача росту рослини в оранжереї станції почали масово гинути. Тейлор виявив, що вирощування рослин та харчові продукти в марсіанському ґрунті призвело до інфікування їх вірусом, який також передається людям під час споживання інфікованих продуктів. Коли в членів команди почали проявлятися симптоми вірусу, Тейлор попередив про цю загрозу агентство, відповідальне за операцію «Соліс», але його було проігноровано, і він був відсторонений від виконання обов'язків. Щоб запобігти спалаху вірусу і його поширенню на Землю, що могло призвести до глобальної пандемії, Тейлор вирішив почав вбивати своїх колег.
Зрештою, Епплтон прибуває в оранжерею, де виявляє Тейлора й непритомного Лірі. Тейлор помічає, що в неї тремтять руки — один із симптомів вірусу — і сильно ранить її. Лірі приходить до тями та намагається забрати Епплтон у безпечне місце. Тейлор їх наздоганяє і вбиває Епплтон, але вона встигає зачинити шлюз, щоб Лірі міг втекти.
- Лірі пробирається крізь бурю в іншу будівлю, де відбувається остання сутичка з Тейлором. Тейлор ранить Лірі, але його застрелюють співробітники агентства, які прибули у Форт-Соліс за сигналом тривоги.

- В альтернативному закінченні Тейлор наздоганяє Лірі зовні під час шторму, і вони смертельно ранять один одного. Обидва гинуть або від кровотечі, або від задухи, спричиненої розривом скафандрів.

У сцені після титрів лунає голосове повідомлення Тейлора, записане перед вбивствами своїх колег і адресоване його дружині на Землі. Він попереджає її, щоб вона не відкривала посилку, яку він відправив зі станції, і прощається з нею та доньками.

## Розробка й випуск
Fort Solis розроблена незалежними студіями Fallen Leaf та Black Drakkar Games як їхня дебютна гра. До команди розробників входили голова та ігровий директор Fallen Leaf Джеймс Тінсдейл, який також написав сценарій; продюсер Макс Бартон; ігровий дизайнер Пйотр Курковський; і художники Марк Кашлі та Метт Лейк. Роджер Кларк зобразив протагоніста — інженера Джека Лірі, якого розробники запросили Кларка, ґрунтуючись на його виконанні Артура Морґана в Red Dead Redemption 2 (2018). Джулія Браун, для якої Fort Solis стала першим ігровим проєктом, зобразила Джессіку Епплтон — напарницю Джека, а Трой Бейкер зобразив лікаря Ваєтта Тейлора. Бейкер заявив, що погодився на роль Ваєтта, оскільки бажав попрацювати з Кларком і був зацікавлений сюжетом. Загалом в акторському складі було вісім осіб, які виконали захоплення руху та озвучування своїх персонажів. Концепт-художник Роб Грін створив кілька ключових зображень для проєкту, а Тед Вайт написав музичний супровід.
Розробники презентували Fort Solis як психологічний жорсткий науково-фантастичний трилер, акцентуючи на наративності та кінематографічності проєкту. За словами Бейкера, гра була подана йому як суміш Dead Space та фільму Данкана Джонса «Місяць» (2009); Тінсдейл сказав, що команда хотіла поєднати психологічний аспект фільму Джонса з «ізольованим, індустріальним стилем» Dead Space. Крім того, розробники були натхнені фільмами «Соляріс» (1972) та «Пекло» (2007). Спочатку проєкт був менш амбітним, проте на ранніх етапах виробництва команда спромоглася залучити додаткові фінансові інвестиції, що дало їй змогу розширити його масштаб.
Команда прагнула створити «напружену класичну науково-фантастичну історію» з імерсивністю як ключовим фактором, надихаючись інтерактивними проєктами студій Quantic Dream та Supermassive Games. Розробники створили кілька варіантів закінчення для сюжетної історії; Тінсдейл порівняв їхній підхід до цього аспекту із фільмом «Щось» (1982). В аспектах, таких як тривалість і структура сюжету, розробники спиралися на стримінгові серіали. Тінсдейл пояснив: «Ми орієнтувалися на тих, хто дивиться Netflix, Apple TV або Prime, у плані утримання уваги. Для них восьмигодинне телешоу — це серйозне зобов'язання [...] Ми врахували це і вирішили, що гра не має перевищувати п'яти годин, інакше [її] система набридне». Динаміка між Джеком і Джессікою була натхненна персонажами Генрі та Далілою з відеоігри Firewatch (2016). Тейлор був описаний Тінсдейлом як «напевно, найскладніший і найбільший персонаж у грі».
Спочатку передбачалося, що ігровий процес матиме управління від першої особи, але пізніше розробники вирішили, що управління від третьої особи буде «набагато кращим каталізатором» для їхньої ідеї безперервного ігрового процесу, яка полягала у використанні техніки довгого дубля. Вони також створили «ключові послідовності» (англ. key sequences) — кінематографічні моменти проходження, натхнені відеоіграми God of War (2018) та The Last of Us Part II (2020), під час яких гравець зберігає управління над персонажем. Тінсдейл заявив, що команда хотіла створити ці послідовності в такий спосіб, щоб «нав'язати гравцеві вибір, [адже] ми не хотіли, щоб [гравець] просто виконував короткочасну подію, результат якою був би майже шаблонним». Fort Solis створена на основі ігрового рушія Unreal Engine 5. Розробники використали технологію Omniverse Audio2Face від Nvidia для створення анімації облич. Крім того, вони реалізували підтримку технології масштабування зображення FSR 2.2 від AMD.
Гра була анонсована 9 червня 2022 року під час Summer Game Fest, де Кларк і Бейкер презентували дебютний трейлер. У жовтні розробники випустили тизер-трейлер, присвячений персонажу Бейкера. У березні 2023 року Fort Solis була показана на Game Developers Conference та PAX East, в рамках яких журналістам була представлена демоверсія гри. Тоді ж було випущено короткий трейлер ігрового процесу. У червні Бейкер анонсував дату випуску та презентував черговий трейлер ігрового процесу. Fort Solis була випущена 22 серпня для PlayStation 5 та Windows, і того ж дня було показано фінальний трейлер на виставці Gamescom. Вона отримала спеціальне видання із цифровим артбуком та саундтреком, які також були включені до фізичного видання для PlayStation 5; обмежене фізичне видання для цієї консолі в Європі було випущено 6 жовтня. Порт для macOS було випущено 26 жовтня. Розробники також заявили про плани випустити Fort Solis для інших платформ.

## Сприйняття
| Агрегатор  | Платформа | Оцінка |
| ---------- | --------- | ------ |
| Metacritic |           |        |
| PS5        | 60/100    |        |
| Win        | 56/100    |        |
| OpenCritic |           |        |
| Н/Д        | 35 %      |        |

| Видання        | Платформа | Оцінка |
| -------------- | --------- | ------ |
| Eurogamer      |           |        |
| Win            | 2/5       |        |
| GameSpot       |           |        |
| PS5            | 7/10      |        |
| GamesRadar+    |           |        |
| PS5            | 2.5/5     |        |
| PC Gamer (США) |           |        |
| Win            | 40/100    |        |
| Push Square    |           |        |
| PS5            | 5/10      |        |
| Shacknews      |           |        |
| Win            | 6/10      |        |

Fort Solis отримала «змішані або середні» відгуки за даними агрегатора рецензій Metacritic. Агрегатор OpenCritic позначив 35 % оглядів як такі, що рекомендують гру. Оглядачі похвалили візуальну складову та акторське виконання. Водночас вони розкритикували ігровий процес і сюжетну історію, хоча деякі позитивно висловилися щодо її початкової частини та діалогів між Джеком і Джессікою. На думку Марка Делейні з GameSpot, позитивні аспекти, що присутні в грі, загалом переважають над її недоліками, а Джош Вест із GamesRadar+ назвав її амбітним дебютним проєктом, хоч і зазначив, що той позбавлений індивідуальності. Тарік Муса з Polygon висловив думку, що враження від Fort Solis значною мірою аналогічні звичайному перегляду 4K-відео на YouTube, маючи на увазі низьку інтерактивність, тоді як Джо Парлок із TheGamer описав її як «показову презентацію без будь-якого змісту». Він додав: «Це образливо, що при такому перспективному акторському складі та цікавому сетингу гра вийшла настільки бездарною». Джон Бейлс із PC Gamer також був розчарований грою, написавши, що «якби Fort Solis насправді була серіалом від Netflix, другого сезону не було б».
Делейні з GameSpot зазначив, що сюжет добре підтримує інтригу й залученість протягом усього проходження. Емма Кент з Eurogamer і Ларрін Белл із Shacknews схвально оцінили початкову сюжетну частину, однак зазначили, що із часом історія втрачає ясність, а фінальна частина здається поспішною. Ешлі Бардан із Kotaku назвала сюжет суперечливим і виразила думку, що Джессіка не була повноцінно розкрита як персонаж. Муса з Polygon описав загальний наратив як непереконливий, особливо розкритикувавши його лінійність. Бейлс із PC Gamer заявив, що розробникам не вдалося створити відчуття саспенсу, що являє собою одну з основних проблем Fort Solis, особливо з огляду на те, що вона була заявлена ними як трилер. Він також написав, що деякі діалоги здалися йому «вимушеними» (англ. forced), проте загалом вони сприяли переконливому зв'язку між Джеком і Джессікою. Парлок із TheGamer похвалив діалоги між цими персонажами, які Джейкоб Гансен із Gamereactor назвав «світлом розуму в темряві». Аарон Бейн із Push Square розкритикував внутрішньоігрові логи, хоча Едвін Еванс-Терлвелл із Rock Paper Shotgun (RPS) зазначив, що відеологи здалися йому захопливими. Делейні високо оцінив акторське виконання, особливо виділивши Кларка і Браун, тоді як Бардан похвалила Бейкера за те, як він «поєднує в собі гумор і реалізм із майстерністю сценічного актора». Муса похвалив виконання другорядних акторів, які надали діалогам більш органічного і правдоподібного характеру. Крім того, кілька критиків відзначили якість звукового дизайну.
Оглядачі розкритикували дієгетичний інтерфейс, включно з мапою, заявивши, що її імплементація негативно позначається на орієнтуванні рівнями. Бейлс із PC Gamer і Кент з Eurogamer також висловили критику з приводу реалізації короткочасних подій, тоді як Кент назвала їх «ілюзією вибору». Як зазначив Бейлс, події не мають видимого впливу на сюжет, і на думку Белл із Shacknews вони негативно позначаються на відчутті занурення в ігровий процес, зокрема під час найбільш напружених моментів. Вона також написала, що механіка пересування, яка не передбачає опції бігу, стає «виснажливою і недоречною» (англ. tedious and misplaced) у міру проходження, а часом відчувається «незграбною і неповороткою» (англ. cumbersome and imprecise). Гансен із Gamereactor заявив, що механіка знизила його цікавість до дослідження локацій, а Бейн із Push Square зазначив, що поєднання повільної ходи та динамічних катсцен викликало в нього роздратування. Деякі критики негативно відгукнулися про гру як про симулятор ходьби загалом, тоді як Парлок із TheGamer заявив, що Fort Solis «відкинула жанр на десять років назад своїм застарілим, гнітючим станом».
Муса з Polygon відзначив дизайн оточення і атмосферу, виділивши «науково-фантастичну естетику в стилі ретро та лімінальні простори». Бейлс із PC Gamer позитивно відгукнувся щодо анімацій та освітлення. Бейн із Push Square погодився з ним, але висловив розчарування браком підтримки особливостей контролера DualSense. Еванс-Терлвелл із RPS похвалив моделі персонажів. Белл із Shacknews підкреслила, що графіка та анімації є ключовими перевагами гри, і встановлюють вищі стандарти для візуального оформлення, але розкритикувала налаштування графіки як обмежені. Вест із GamesRadar+ заявив, що візуальна складова здалася йому недостатньо опрацьованою. Деякі оглядачі виявили технічні проблеми під час гри, як-от падіння частоти кадрів, збої та глітчі. Водночас Гансен із Gamereactor похвалив оптимізацію і заявив, що не мав жодних проблем під час свого проходження.